# Onobops jacksoni
Onobops jacksoni is een slakkensoort uit de familie van de Hydrobiidae. De wetenschappelijke naam van de soort is voor het eerst geldig gepubliceerd in 1953 door Bartsch.